# Денис Краули
Денис Краули (енгл. Dennis Crowley, IPA:  ; рођен 19. јуна 1976) интернетски је предузетник из САД, најпознатији по оснивању компаније Форсквер заједно са Навином Селвадурајем.

## Образовање
Краули је рођен у месту Медвеј у савезној држави Масачусетс и завршио средњу школу у Вествуду 1994. Године 1998. дипломирао је на универзитету Сиракјуз, а 2004. је стекао и мастер диплому на Тишовој уметничкој школи у Њујорку на тему ”Interactive Telecommunications Program (ITP)”.

## Каријера
Краули је 2003. са колегом Алексом Рејнертом основао сервис Доџбол. Године 2005. интернет гигант Гугл је купио Доџбол након чега се Краули посветио новом пројекту - другој верзији Доџбола коју је назваоФорсквер. Пројекат је пуштен у рад 2009. године.

## Бостонски маратон 2014.
Године 2014. Краули и његова супруга су учествовали на Бостонском маратону. Једна од учесница је на фотографијама са маратона приметила да Краулијева супруга има на мајици исти број као и она. Краули је касније признао да је лажирао супругин такмичарски број будући да се она уопште није квалификовала за маратон. Касније се и јавно извинио.